# Mescla racèmica

Dos estereoisòmers de l'àcid tàrtric
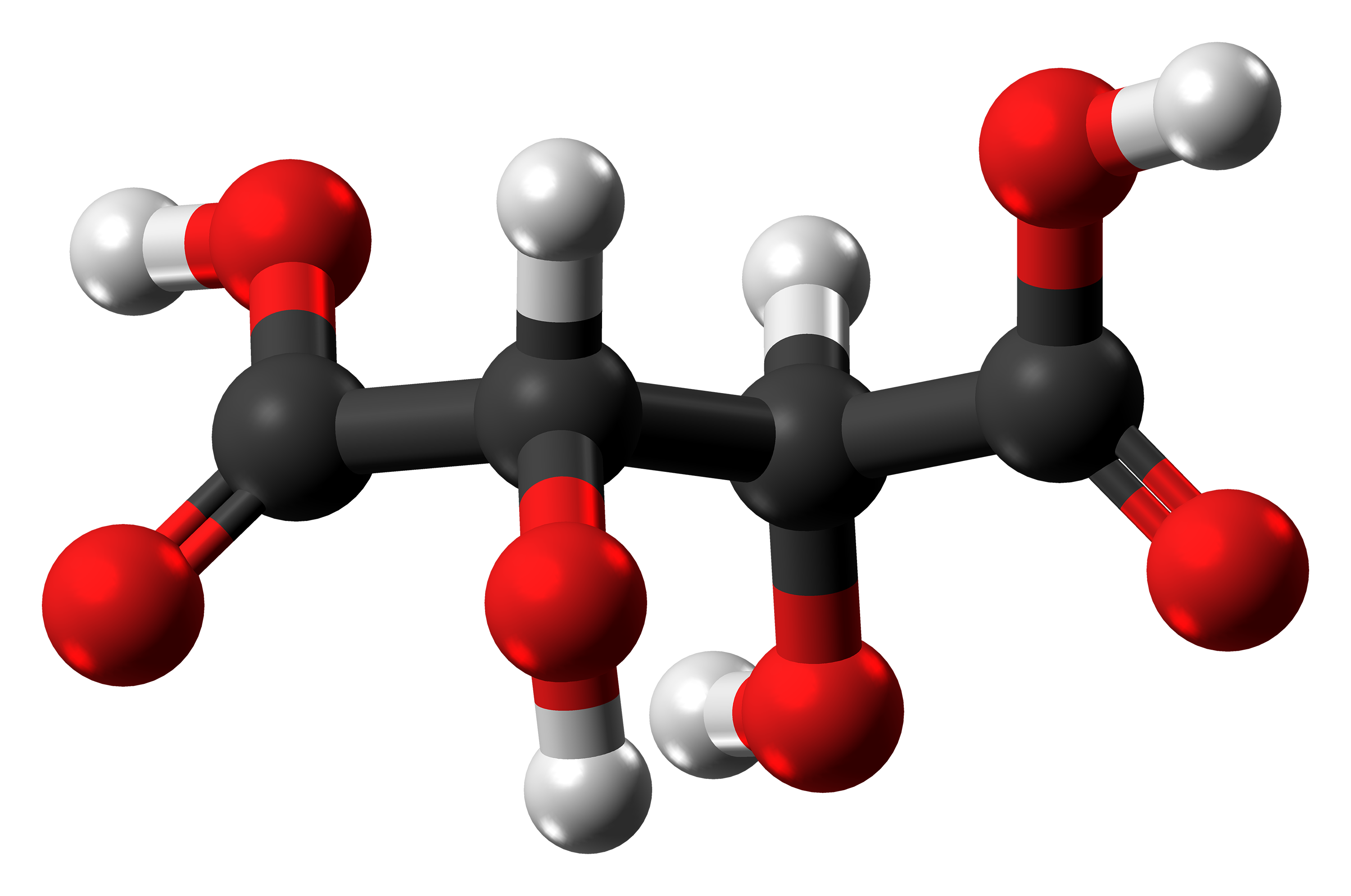
Isòmer levo
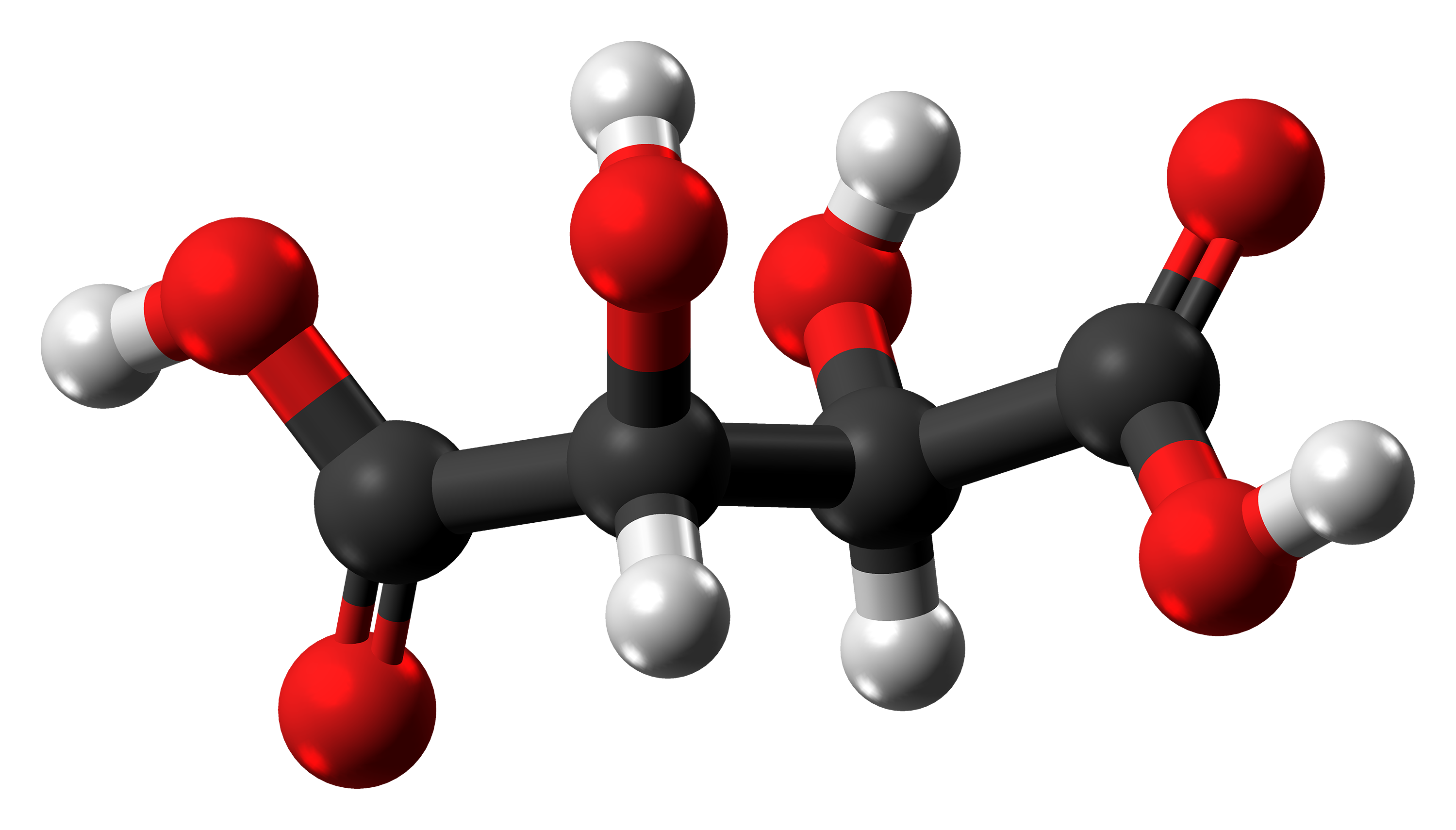
Isòmer dextro

Una mescla racèmica o racemat és una mescla que conté quantitats iguals de dos enantiòmers i és òpticament inactiva. És a dir, és una barreja en la qual productes d'una reacció química, amb activitat òptica a causa d'isomerisme són trobats en proporcions aproximadament equivalents. És a dir L i D estereoisòmers són presents en un 50%. Cosa que produeix que l'activitat òptica total sigui nul·la.
Un enantiòmer amb un centre quiral, i activitat òptica pot fer girar la llum polaritzada en un grau constant, mentre que el seu equivalent oposat ho faria en el sentit contrari. Una barreja racèmica amb 50% de cada un dels isòmers cancel·laria el gir d'aquesta llum. No tots els estereoisòmers presenten la propietat de desviar la llum polaritzada, encara que la majoria d'aquests ho fa. Louis Pasteur va ser el primer a descobrir aquesta propietat en 1847 quan només comptava amb 25 anys. Sent la primera barreja racèmica la de l'àcid racèmic.
Per a designar un racemat se sol anteposar al nom del compost els prefixos (±)-, rac- (o racem-) o (RS)- o (SR)-. Per exemple, (±)-2-clorobutà, rac-2-clorobutà (o racem-2-clorobutà) i (RS)-2-clorobutà (o (SR)-2-clorobutà).
Múltiples reaccions químiques orgàniques produeixen mescles racèmiques, però l'ús de catalitzadors moderns ha aconseguit obtenir en major quantitat algun dels productes desitjats, com és el cas dels catalitzadors de Ziegler-Natta.
És tasca dels enginyers químics separar aquest tipus de mescles, quan es busca només un dels isòmers, això es pot aconseguir amb diferents operacions unitàries, incloent cristal·lització o separació de cristalls. però és preferible aconseguir mecanísmes de reacció que afavoreixin la producció del producte desitjat, ja que les propietats físiques dels enantiòmers són normalment iguals.